# Edward Sturing
Edward Jeroen Sturing (Apeldoorn, 13 giugno 1963) è un allenatore di calcio, dirigente sportivo ed ex calciatore olandese, di ruolo difensore.

## Carriera

### Giocatore
Sturing ha iniziato la carriera professionistica nel 1982, tra le file del De Graafschap, dove è rimasto fino al 1987, anno del passaggio al Vitesse. Ha chiuso la carriera da calciatore proprio nel Vitesse nel 1998.
Ha giocato tre partite con la Nazionale olandese, debuttando il 20 dicembre 1989 a Rotterdam contro il Brasile (0-1) e giocando la sua terza e ultima partita l'anno seguente a Kiev, perdendo contro l'Unione Sovietica per 2-1.

### Allenatore
Ha allenato a intervalli il Stichting Betaald Voetbal Vitesse diverse volte fino al 2006, si è poi seduto in panchina con il Volendam nella stagione 2009-2010. Seguono altre esperienze minori e da vice. Nel 2019-2020 è promosso in prima squadra al Vitesse e anche dal 2023; nella stagione 2023/2024 la squadra di Aarnhem retrocede con 18 punti di penalizzazione per problemi finanziari.

## Statistiche

### Cronologia presenze e reti in nazionale
| Cronologia completa delle presenze e delle reti in nazionale ― Paesi Bassi | Cronologia completa delle presenze e delle reti in nazionale ― Paesi Bassi | Cronologia completa delle presenze e delle reti in nazionale ― Paesi Bassi | Cronologia completa delle presenze e delle reti in nazionale ― Paesi Bassi | Cronologia completa delle presenze e delle reti in nazionale ― Paesi Bassi | Cronologia completa delle presenze e delle reti in nazionale ― Paesi Bassi | Cronologia completa delle presenze e delle reti in nazionale ― Paesi Bassi | Cronologia completa delle presenze e delle reti in nazionale ― Paesi Bassi |
| Data                                                                       | Città                                                                      | In casa                                                                    | Risultato                                                                  | Ospiti                                                                     | Competizione                                                               | Reti                                                                       | Note                                                                       |
| -------------------------------------------------------------------------- | -------------------------------------------------------------------------- | -------------------------------------------------------------------------- | -------------------------------------------------------------------------- | -------------------------------------------------------------------------- | -------------------------------------------------------------------------- | -------------------------------------------------------------------------- | -------------------------------------------------------------------------- |
| 20-12-1989                                                                 | Rotterdam                                                                  | Paesi Bassi                                                                | 0 – 1                                                                      | Brasile                                                                    | Amichevole                                                                 | -                                                                          |                                                                            |
| 21-2-1990                                                                  | Rotterdam                                                                  | Paesi Bassi                                                                | 0 – 0                                                                      | Italia                                                                     | Amichevole                                                                 | -                                                                          | 46’                                                                        |
| 28-3-1990                                                                  | Kiev                                                                       | Unione Sovietica                                                           | 2 – 1                                                                      | Paesi Bassi                                                                | Amichevole                                                                 | -                                                                          |                                                                            |
| Totale                                                                     |                                                                            | Presenze                                                                   | 3                                                                          |                                                                            | Reti                                                                       | 0                                                                          |                                                                            |

## Palmarès

### Giocatore

#### Club

##### Competizioni nazionali
- Eerste Divisie: 1

Vitesse: 1988-1989

#### Individuale
- Gouden Schoen: 1

1990